# Гражданин враждебного государства
Гражданин враждебного государства (англ. Enemy alien) — уроженец, гражданин, подданный или житель какого-либо иностранного государства, с которым данная страна, по определению нормы обычного международного права, находится в состоянии войны. Зачастую, но не всегда, при этом оба враждующих государства могут находиться в состоянии войны. Граждане враждебных государств могут быть интернированы, высланы из страны или помещены под наблюдение государственных органов.

## Австралия
В годы Первой мировой войны в Австралии Акт о мерах предосторожности 1914 года действовал в качестве правовой основы, в котором говорилось о статусе Австралии как союзника Великобритании и о возможной угрозе интересам Австралии. С вступлением данного закона в силу в стране было интернировано около 7000 человек, 4500 из которых считались гражданами враждебных государств. Британцы в свою очередь также отправили граждан враждебных государств из небольших колоний в Южной Азии для последующего интернирования в Австралии. Множество небольших лагерей были закрыты уже в 1915 году в пользу перемещения в более крупные. Самым крупным был центр принудительной изоляции Холсуорси в штате Новый Южный Уэльс.
Акт о национальной безопасности 1939 года действовал аналогичным образом во время Второй мировой войны. В период с 1939 по 1946 год около 7000 жителей были интернированы в лагеря. Кроме того, около 8000 других интернированных беженцев прибывавшие из Нидерландов, а также Великобритании и её колониях в Океании, также содержались в Австралии.

## Великобритания
После начала Второй мировой войны в 1939 году Великобритания стала прибежищем для людей, спасавшихся от преследований нацистов, включая евреев и политических эмигрантов. Поначалу власти интернировали этих беженцев вместе с другими резидентами стран Оси. Когда в войну вступила фашистская Италия, значительное число итальянских граждан также было интернировано.
Остров Мэн, находящийся на некотором удалении от Британии и имевший множество небольших домов, построенных для туристов, был центром размещения граждан враждебных государств ещё во время Первой мировой войны. Интернированных граждан также перевозили за пределы Великобритании. Однажды при этом произошла катастрофа: в июле 1940 года пассажирское судно Arandora Star было торпедировано и затонуло во время транспортировки итальянских и немецких граждан в Северную Америку. 805 человек, включая заключённых, моряков и охранников, погибли. 813 оставшихся в живых заключённых были впоследствии погружены на HMT Dunera с другими интернированными, вместе их число составило 2 542 человека. Они были переправлены в город Хэй, Австралия.
В Великобритании многие признавали, что несправедливо интернировать поголовно всех, кто прибыл из Германии, однако власти считали такую меру оправданной. Но затем было признано, что держать в заключении всех без исключения людей с германским или итальянским гражданством невыгодно, поскольку сбежавшие от преследований противники нацизма и фашизма могли принести пользу на военном производстве. Весной 1941 года освободили пожилых, юных заключенных, а также тех, кто к тому времени уже получил разрешение занимать государственную должность. Позже освободили художников, писателей и музыкантов.
Королевский пионерский корпус, вероятно, был единственным британским военным подразделением, где могли проходить службу граждане враждебных государств. Тысячи немцев и австрийцев вступили в корпус, чтобы принять участие в освобождении своих стран от нацистского режима. Бойцами в основном были евреи и политические оппоненты нацистов, которые бежали в Великобританию до начала войны. Службу в этом подразделении проходили кинооператор Кен Адам, писатель Джордж Клэр и журналист Роберт Максвелл. Солдат корпуса часто называли «самыми преданными королю врагами». Некоторые из них затем были переведены в различные боевые единицы. Другие же были завербованы Управлением специальных операций (УСО) в качестве тайных агентов. Им было приказано выбрать себе «английское» имя, при этом используя свои старые инициалы.
Немецким гражданам служить в британских вооружённых силах было особенно опасно, поскольку если бы они попали в плен, то их скорее всего ждала бы смертная казнь за измену Родине. Число евреев из Германии, служивших в британских войсках, было особенно высоко: к концу войны один из семи еврейских беженцев сражался в них. Их знание немецкого языка и культуры также оказалось весьма полезным. Множество из них затем служили в оккупационной администрации на территории Германии и Австрии после войны.

## США
Хрестоматийным примером граждан враждебных государств являются японцы, проживавшие в США во время Второй мировой войны. Множество японцев и японоамериканцев были заключены в лагеря для интернированных по приказу Франклина Делано Рузвельта вместе с германо- и италоамериканцами. Однако вместе с тем множество заключённых имели американское гражданство, поэтому они не совсем точно попадали под определение «граждане враждебных государств». Под термином «гражданин враждебного государства» тогда подразумевались граждане стран «Оси», которые не были американцами. Тысячам людей запрещалось подавать заявку на оформление американского гражданства на основе Закона о натурализации 1870 года: когда их страны вступили в войну, они превратились из «резидентов» в «граждан враждебных государств». В общей сложности 10 905 итальянских американцев и около 110 000 японских американцев были интернированы в различных лагерях по всей стране. Американцы немецкого происхождения пребывали в более чем 50 различных лагерях для интернированных.
Такие граждане, которые проживали в США во время войны, были обязаны иметь при себе удостоверение «гражданина враждебного государства» и ежемесячно отмечаться в местных полицейских участках. Подобные нормы действовали также в соседних Канаде и Мексике.

## СССР
В июне 1941 года после начала Великой Отечественной войны в СССР были интернированы германские граждане, в том числе дипломаты, представители германской прессы, германских фирм и учреждений, а также транзитные пассажиры, находившиеся на территории СССР. Но к началу июля 1941 года при посредничестве дипломатов Швеции и Болгарии удалось договориться об их обмене на советских дипломатов и ряд других советских граждан, интернированных в Германии. Обмен был произведён через Турцию в июле 1941 года.